# Амату Лузітану
Амату Лузітану (порт. Amato Lusitano) або Аматус Лузітанський (лат. Amatus Lusitanus), уроджений Жуан  Родрігіш (порт. João Rodrigues; 1511, Каштелу-Бранку — 1568, Салоніки) — португальський лікар та медичний письменник XVI століття. Був відмінним клінічним лікарем і надавав багато уваги анатомічним дослідженням трупів; одним з перших згадував про закупорювання вен.

## Біографія та наукова діяльність
Мав єврейське походження і релігію; навчався медицині в Саламанці, і з 18 років практикував у госпіталях того міста як хірург. Згодом переселився в італійське місто Феррару, де в 1547 році викладав медицину і розтинав людські трупи, що в той час робили ще деякі лікарі.
У 1549 році перебрався в Анкону і там продовжував викладання і практику до 1555 року, коли, з сходженням на престол папи Павла IV, почалися для нього переслідування інквізиції. Аматус втік з Анкони, втративши свою бібліотеку і частину достатку; оселився в Салоніках у Македонії, де в той час мешкало багато євреїв і існувала відома єврейська школа. Помер від чуми в 1568 році.

## Видання
З творів примітно:
- «Curationum Medicinalium Centuriæ Septem», перший розділ якого (centuria I) вийшов у Флоренції в 1551 році, другий у Венеції в 1552, третій та четвертий у Базелі в 1560, п'ятий і шостий у Венеції в 1565, сьомий в 1580 р. в Ліоні. У цьому творі описані випадки з медичної і хірургічної практики Аматуса, 100 випадків на кожне відділення, з поясненнями і примітками; містилося багато даних, важливих для історії хірургії.